# Тищенко, Любовь Григорьевна
Любовь Григорьевна Тищенко (11 июля 1940, Ростов-на-Дону — 7 мая 2020) — советская и российская киноактриса.

## Биография
Любовь Тищенко родилась 11 июля 1940 года. Работала в Ленинградском театре-студии киноактёра. Актриса киностудии «Ленфильм».
Скончалась 7 мая 2020 года на 80-м году жизни.

## Фильмография

### Актриса
1. 1959 — Я вам пишу... — эпизод (нет в титрах)
2. 1963 — День счастья — пионервожатая (нет в титрах)
3. 1964 — Поезд милосердия — Фима, буфетчица
4. 1965 — Иду на грозу — Катя
5. 1966 — Не забудь... станция Луговая — эвакуированная (нет в титрах)
6. 1967 — В огне брода нет — санитарка (нет в титрах)
7. 1967 — Свадьба в Малиновке — селянка
8. 1968 — Виринея — жена Михайлы (нет в титрах)
9. 1968 — 1969 — Развязка — Полина Васильевна, сестра Сергея (нет в титрах)
10. 1969 — Её имя — Весна — эпизод
11. 1969 — Мама вышла замуж — pеставpaтop-штукатуp (нет в титрах)
12. 1970 — Африканыч — Нюша
13. 1970 — Крушение империи — жена рабочего Васи (нет в титрах)
14. 1970 — Любовь Яровая — эпизод
15. 1970 — Меж высоких хлебов — колхозница, участница собрания
16. 1970 — Салют, Мария! — эпизод (нет в титрах)
17. 1970 — Семь невест ефрейтора Збруева — Любовь Григорьевна, подруга Надежды Терентьевой
18. 1971 — Дорога на Рюбецаль — Нюрка, соседка Шуры Соловьёвой
19. 1971 — Найди меня, Лёня! — тётка на пристани / торговка рыбой на рынке
20. 1971 — Разрешите взлёт! — колхозница (нет в титрах)
21. 1971 — Расскажи мне о себе — гостья на свадьбе (нет в титрах)
22. 1971 — Холодно — горячо — Серафима, библиотекарь
23. 1972 — Боба и слон — билетёрша
24. 1972 — Визит вежливости — эпизод (нет в титрах)
25. 1972 — Звезда в ночи — эпизод
26. 1972 — Меченый атом — проводница, напарница Притыкина-Шкаликова
27. 1972 — Синие зайцы, или Музыкальное путешествие — врач
28. 1972 — Такая длинная, длинная дорога… — продавщица Татьяна
29. 1973 — А вы любили когда-нибудь? — уборщица в парикмахерской
30. 1973 — Дверь без замка — Клавдия, в сцене прибытия теплохода «Касимов» (нет в титрах)
31. 1973 — Плохой хороший человек — прислуга
32. 1973 — Старые стены — Тоня Ермакова, (озвучила Майя Булгакова)
33. 1974 — В то далёкое лето — эпизод
34. 1974 — Ещё не вечер — Катя Попова, профорг
35. 1974 — Не болит голова у дятла — билетёрша в кинотеатре
36. 1974 — Одиножды один — эпизод
37. 1974 — Последний день зимы — эпизод
38. 1974 — Сержант милиции — Анастасия Михайловна, вагоновожатая
39. 1974 — Странные взрослые — женщина в электричке (нет в титрах)
40. 1974 — Царевич Проша — торговка на базаре (нет в титрах)
41. 1975 — Единственная — работница ресторана «Уют»
42. 1975 — Звезда пленительного счастья — нянька в доме Раевских
43. 1975 — Призвание — стартёр
44. 1976 — Весёлое сновидение, или Смех и слёзы — Девятка Пик
45. 1976 — Дикий Гаврила
46. 1976 — Длинное, длинное дело — секретарь, понятая при обыске в квартире Панина
47. 1976 — Житейское дело (1-я новелла) — женщина с корзиной на станции
48. 1976 — Кадкина всякий знает — женщина на вокзале
49. 1976 — Ключ без права передачи — учительница
50. 1976 — Обычный месяц — вахтёрша (нет в титрах)
51. 1976 — Сентиментальный роман — гостья Кушли
52. 1976 — Строговы — эпизод
53. 1977 — Беда — Люся, продавщица
54. 1977 — Золотая мина — продавщица обувного отдела
55. 1977 — Как Иванушка-дурачок за чудом ходил — придворная при дворе Марко Богатого (нет в титрах)
56. 1977 — Открытая книга — Агаша
57. 1978 — Случайные пассажиры — Настюха
58. 1978 — Уходя — уходи — пассажирка в электричке (успокаивает во время драки дочку Сулина Светку)
59. 1979 — Вернёмся осенью — Вязова, жена шофёра
60. 1979 — В моей смерти прошу винить Клаву К. — директор детского сада
61. 1979 — Жена ушла — эпизод
62. 1979 — Пани Мария — Павлина Ивановна
63. 1979 — Шерлок Холмс и доктор Ватсон («Кровавая надпись») — Лже-вдова
64. 1980 — Лес — Восьмибратова
65. 1980 — Никудышная — соседка Тихоновых
66. 1981 — Вот такая музыка — эпизод
67. 1981 — Гиблое дело (короткометражный) — пассажирка
68. 1981 — Ночь на четвёртом круге — железнодорожница с вёдрами
69. 1981 — Что бы ты выбрал? — гостья на свадьбе
70. 1982 — Ослиная шкура — эпизод
71. 1982 — Сеанс одновременной игры — пассажирка такси
72. 1983 — Гори, гори ясно… — станочница
73. 1983 — Демидовы — жена Гудилина (в титрах — Л. Тыщенко)
74. 1983 — Дублёр начинает действовать — тётя Люба, мастер
75. 1983 — Небывальщина — эпизод
76. 1983 — Плыви, кораблик… — Валентина Петровна, соседка Полуниной
77. 1983 — Средь бела дня… — приятельница Столяровой
78. 1983 — Требуются мужчины — Раечка, воспитательница детского сада
79. 1984 — Аплодисменты, аплодисменты… — актриса
80. 1984 — И вот пришёл Бумбо… — эпизод
81. 1984 — Милый, дорогой, любимый, единственный — милиционер
82. 1985 — Вот моя деревня… — колхозница
83. 1985 — Эй, на линкоре! (в составе кино-альманаха «Мостик») — дежурная в больнице
84. 1985 — Снегурочку вызывали? — эпизод
85. 1986 — Жизнь Клима Самгина — Павля
86. 1987 — Пойти и не вернуться — женщина
87. 1987 — Везучий человек — жительница посёлка
88. 1988 — Будни и праздники Серафимы Глюкиной — женщина в универсаме
89. 1988 — Полет птицы — рабочая у вагона
90. 1988 — Презумпция невиновности — Валентина, диспетчер на железнодорожной станции
91. 1989 — Кончина — жена Самохи
92. 1989 — Навеки — 19 (2-я серия) — соседка Саши
93. 1990 — Когда святые маршируют — продавщица
94. 1991 — Счастливые дни — хозяйка квартиры
95. 1992 — Деревня Хлюпово выходит из Союза — тётя Даша, жительница Хлюпово
96. 1992 — Лестница света — эпизод
97. 1992 — Странные мужчины Семёновой Екатерины — Зинаида, работница трамвайного депо
98. 1993 — Конь белый — баба на митинге / хозяйка дома в Екатеринбурге
99. 1993 — Лабиринт любви
100. 1993 — Разборчивый жених — Клавдия Петровна, воспитательница
101. 1994 — Колечко золотое, букет из алых роз — гостья на свадьбе
102. 1994 — Русская симфония — эпизод
103. 1994 — Русский транзит — Клава, работник ресторана
104. 1998 — Горько! — эпизод
105. 1998 — Женская собственность — соседка
106. 1998 — Прощай, Павел (Vaarwel Pavel; Нидерланды, Германия)
107. 1998 — Улицы разбитых фонарей (серия 6-я «Сексот Цыплаков», серия 7-я «Тёмное пиво, или Урок английского») — нянечка в детском саду
108. 2001—2004 — Чёрный ворон — стрелочница
109. 2003 — Игра без правил
110. 2003 — Мангуст — эпизод
111. 2003 — Тайны следствия-3 (серия 1-я «Заложники») — соседка Швальбаума
112. 2003 — Я всё решу сама — 2. Голос сердца — эпизод
113. 2004 — Именины — эпизод
114. 2004 — Улицы разбитых фонарей-6 (серия 3-я «Портрет баронессы») — Татьяна Степановна, соседка потерпевшей
115. 2005 — Sказка O Sчастье — соседка Ольги
116. 2005 — Мастер и Маргарита — Пелагея Антоновна, жена Босого
117. 2005 — Нелегал — эпизод
118. 2005 — Пари — эпизод
119. 2006 — Опера. Хроники убойного отдела-2 (фильм 16-й «Фото на память») — соседка Аникеевых
120. 2006 — Острог. Дело Фёдора Сеченова — эпизод
121. 2006 — Старые дела — Надежда Павловна, комендант общежития
122. 2006 — Там, где живёт любовь (Украина) — 'эпизод
123. 2007 — Эра Стрельца — Ксения Петровна, вахтёрша в общежитии
124. 2007 — Литейный, 4 (сезон 1-й, серия 9-я «Сеть») — соседка
125. 2008 — Гаишники (Россия, Украина; фильм 8-й «Забыть Гиппократа») — соседка слепого
126. 2008 — Дорожный патруль (сезон 1-й, фильм 8-й «С ветерком») — жена Парамонова
127. 2008 — Мамочка, я киллера люблю — Мария Ивановна
128. 2008 — Передел. Кровь с молоком — охранница
129. 2009 — Правило лабиринта — эпизод
130. 2009 — Стерва (Россия, Украина) — бабуля
131. 2009—2010 — Слово женщине — эпизод
132. 2010 — Лиговка (фильмы 1, 2, 4, 6) — эпизод
133. 2010 — ППС — пассажирка
134. 2010 — Пропавший без вести
135. 2010 — Пятая группа крови — женщина, продающая дом в деревне
136. 2010 — Семейный дом — бабушка в церкви
137. 2010 — Цвет пламени — бабушка Наташи
138. 2011 — Защита Красина 3 — дворничиха
139. 2011 — Защита свидетелей — соседка Демичевой
140. 2011 — Честь — пассажирка
141. 2011 — Шаман (фильм 1-й «Кровавый маршрут») — соседка
142. 2012 — Личные обстоятельства — Алла Аркадьевна, пациентка Кузнецова
143. 2012 — Странствия Синдбада (фильм 2-й «Путь на запад») — эпизод
144. 2012 — Литейный 7 (22-я серия «Подарок отца») — Марья Семёновна, свидетельница
145. 2012 — Личные обстоятельства — Алла Аркадьевна, пациентка Кузнецова
146. 2013 — Крик совы — Агафья Селиверстова, дворничиха
147. 2013 — Майор полиции — Анастасия Петровна, пенсионерка
148. 2013 — Тайны следствия 13 (фильм 2-й «Злая любовь») — соседка
149. 2013 — Улицы разбитых фонарей 13 (29-я серия «Уж замуж невтерпёж») — эпизод
150. 2014 — Белая белая ночь — бабка
151. 2014 — Лучшие враги (11-я серия «Алиби») — Варвара Ивановна, соседка Смирнова
152. 2014 — Профессионал — квартирная хозяйка
153. 2015 — Инспектор Купер 2 (фильм 14-й «Дело чести») — Семёновна
154. 2015 — Таинственная страсть — бабка
155. 2015 — Охотник за головами — Полина Сергеевна, бабушка Егора
156. 2016 — Тайны города «ЭН» — торговка одеждой
157. 2016 — Что и требовалось доказать — эпизод
158. 2017 — Улицы разбитых фонарей 16 (13-я серия «Мой талисман») — свидетельница

### Озвучивание
1. 1968 — Рабыня — старшая жена (роль Сабиры Атаевой)
2. 1970 — Слуги дьявола — Лене (роль Байбы Индриксоне)
3. 1972 — Слуги дьявола на чёртовой мельнице — Лене (роль Байбы Индриксоне)
4. 1974 — Мужчины седеют рано — Дария Вылтоае (роль Домники Дариенко)
5. 1976 — Лето (Таллинфильм) — мать Тээле (роль Айно Вяхи)
6. 2004 — Суперсемейка (Pixar, Marvel Studios) — Дизайнер по костюмам Эдна (роль Брэда Бёрда)